# Bactrocera bullata
Bactrocera bullata
 es una especie de díptero que Drew describió por primera vez en 1989. Bactrocera bullata pertenece al género Bactrocera de la familia Tephritidae.